# Tjänstemännens Centralorganisation

TCO-Logo

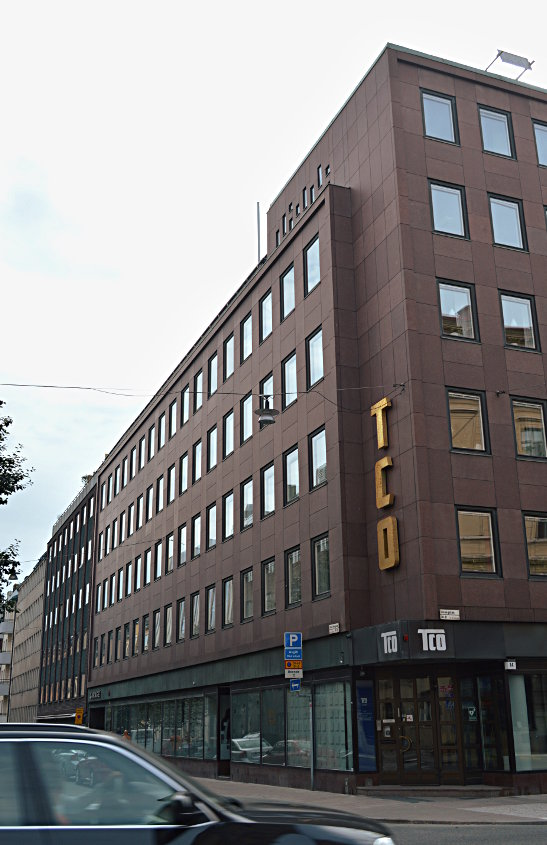
Hauptquartier des TCO in Linnégatan, Stockholm

Tjänstemännens Centralorganisation (TCO; deutsch: Zentralorganisation der Angestellten) ist der schwedische Gewerkschaftsdachverband für Angestellte.
Der Tjänstemännens Centralorganisation gehören 17 Einzelgewerkschaften an. Die TCO vertritt die Interessen der Angestellten in Schweden, während Arbeiter im Dachverband LO und Akademiker im Dachverband SACO organisiert sind.
TCO ist Mitglied des  Internationalen Gewerkschaftsbundes (IGB) und des  Europäischen Gewerkschaftsbundes (EGB). In der Mitgliederliste des IGB wird die Mitgliedschaft mit 1.382.300 angegeben (Stand: November 2017).

Prüfsiegel des TCO-Standards

Die Organisation spezifiziert z. B. auch den TCO-Standard für ergonomische Bildschirme und vergibt entsprechende Gütesiegel. Sie wird in diesem Bereich vom Tochterunternehmen TCO Development unterstützt.

## Geschichte
Die ersten Angestelltengewerkschaften entstanden in den 1930er Jahren: 1931 DACO (De Anställdas Centralorganisation) und 1937 TCOs Vorläuferorganisation. 1944 schlossen sich die beiden Gewerkschaften zur heutigen TCO zusammen. Zu dieser Zeit hatte der neugebildete Gewerkschaftsverband 100.000 Mitglieder, aber die Mitgliederzahl wuchs rasch an. Der Ausbau des öffentlichen Sektors in den 1960er und 1970er Jahren und das Wachstum des Dienstleistungssektors zugunsten des Industriesektors ab den 1980er Jahren führten zu einer Vervielfachung der Mitgliederzahlen. Am 1. Januar 2005 hatte TCO 1,275 Millionen Mitglieder. Also sind etwa 72 % (2019) aller Angestellten und 60 % aller Arbeiter gewerkschaftlich organisiert.

## Mitgliedsgewerkschaften
- Farmaciförbundet
- Finansförbundet
- FTF - Facket för försäkring och finans
- Försvarsförbundet
- Journalistförbundet
- Lärarförbundet
- Polisförbundet
- SFHL – Svenska folkhögskolans lärarförbund
- SKTF – Sveriges kommuntjänstemannaförbund
- SLF - Skogs- och lantbrukstjänstemannaförbundet
- ST - Statstjänstemannaförbundet
- SYMF – Sveriges yrkesmusikerförbund
- Teaterförbundet
- Tull-Kust
- Unionen (Die Gewerkschaften SIF (Svenska Industritjänstemannaförbundet) und HTF (Handelstjänstemannaförbundet) fusionierten am 1. Januar 2008 zu Unionen)
- Vårdförbundet

## Organisation
Die Organe des TCO sind:
- der Kongress, das höchste beschlussfassende Organ, der alle vier Jahre zusammentritt
- der Vorstand

Die Zentrale befindet sich in Stockholm.